# Холман, Фредерик
Фредерик Холман (англ. Frederick Holman; март 1885, Долиш — 23 января 1913, Эксетер) — британский пловец, чемпион летних Олимпийских игр 1908 года, рекордсмен мира.
На Играх 1908 года Холман участвовал только в плавании на 200 м брассом. Он стал чемпионом в этой дисциплине, установив в полуфинале и финале новые олимпийские рекорды.
После своей олимпийской победы Холман стал поваром и работал в ресторанах Эксетера. Он умер, не дожив и до 30 лет, от осложнений тифа и пневмонии.
Старший брат Фредерика Фрэнк был членом экипажа на пароходе «Лузитания», потопленного в мае 1915 года немецкой подлодкой. Фрэнк выжил, проведя в воде около пяти часов.